# Európai horgászhal
Az európai horgászhal vagy atlanti ördöghal (Lophius piscatorius) a csontos halak (Osteichthyes) főosztályának sugarasúszójú halak (Actinopterygii) osztályába, ezen belül a horgászhalalakúak (Lophiiformes) rendjébe és a horgászhal-félék (Lophiidae) családjába tartozó faj.
A Lophius halnem típusfaja.

## Előfordulása
Az európai horgászhal Európának és Északnyugat-Afrikának a parti vizeiben szinte mindenütt – beleértve a Földközi-tengert is – 30-50 méteres mélységtől körülbelül 550 méteres mélységig megtalálható. Nincs különösebb kereskedelmi értéke, és a fajt nem fenyegeti közvetlen veszély. Évente több ezer tonna horgászhalat fognak ki és adnak el. Fogyasztásakor ügyelni kell a nyers, nem kellően hőkezelt hal fogyasztására, hiszen Anisakis simplex lárvákkal fertőződhet és ezek bekerülhetnek akár az emberi gyomorba is.

## Megjelenése
Az európai horgászhal rendszerint egy méternél rövidebb, de elérheti a két métert is. Testtömege legfeljebb 40 kilogramm. A test hátsó része csekély jelentőséggel bír, ezért erősen el is csökevényesedett. Ami megmaradt az a hatalmas feje és óriási szája, a fenéklakó életmód miatt zsákmányszerzéskor ugyanis a halnak nincs szüksége gyorsaságra. A horgászhal kontúrja elmosódik a rendszertelenül elhelyezkedő húsos bőrlebenyeknek köszönhetően. Színével és teste szabálytalan körvonalaival beleolvad a tengerfenékbe. Testének érdekessége az úgynevezett „csalibot”, mely a hátúszóból fejlődött ki. Csúcsán egy kis bőrlebeny lóg, ami ide-oda mozog, és úgy néz ki mint egy kishal.

## Életmódja
Az állat magányos lény, és a tengerfenéken él. Tápláléka elsősorban kisebb halakból áll. Képes azonban arra is, hogy lassú, fölfelé történő úszással megközelítsen a vízen úszó madarakat és lábukat vagy fejüket megragadva azokat zsákmányul ejtse.

## Szaporodása
Az ívási időszak tavasszal és kora nyáron van. A nőstény az ikrákat akár 10 méter hosszú és 30 centiméter széles, nyálkás, ibolyakék „szalagokra” rakja. A horgászhalak szaporodása eltér a többi halfajtól sőt, talán az állatvilág egyik legfurcsábban szaporodó élőlénye. A tudósok sokáig nem értették, hogyan is szaporodnak, mert a megfigyelni kívánt idő alatt semmilyen spermiumot, megtermékenyítő sejtet sem véltek felfedezni a vízben, ellenben figyelmesek lettek valamire.
2 hímet és egy nagy nőstényt engedtek össze, de a megfigyelés végére egyetlenegy hím sem maradt. Itt is akadályba ütköztek a tudósok, mert ha megette volna őket a nőstény, akkor vérnek is kell lennie a vízben, de ennek a legapróbb jelét sem találták meg. Sok megfigyelés után rájöttek, hogy „miért is tűnnek el a hímek a vízben” és „miért is ragaszkodnak ennyire a párjukhoz.” Az ívási időszakban a hím horgászhal, – méretét tekintve körülbelül az ötvenede a nősténynek – erősen beleharap a nőstény testébe, és élete végig ott is marad, míg eggyé nem olvad a nőstény pikkelyével. Amikor beleharap a hím, automatikusan spermium kerül a nőstény szervezetébe. Így mára már a tudósok tudják, hogy ezen halak oldalán mik is azok a „kidudorodó nyúlványok.”

## Galéria

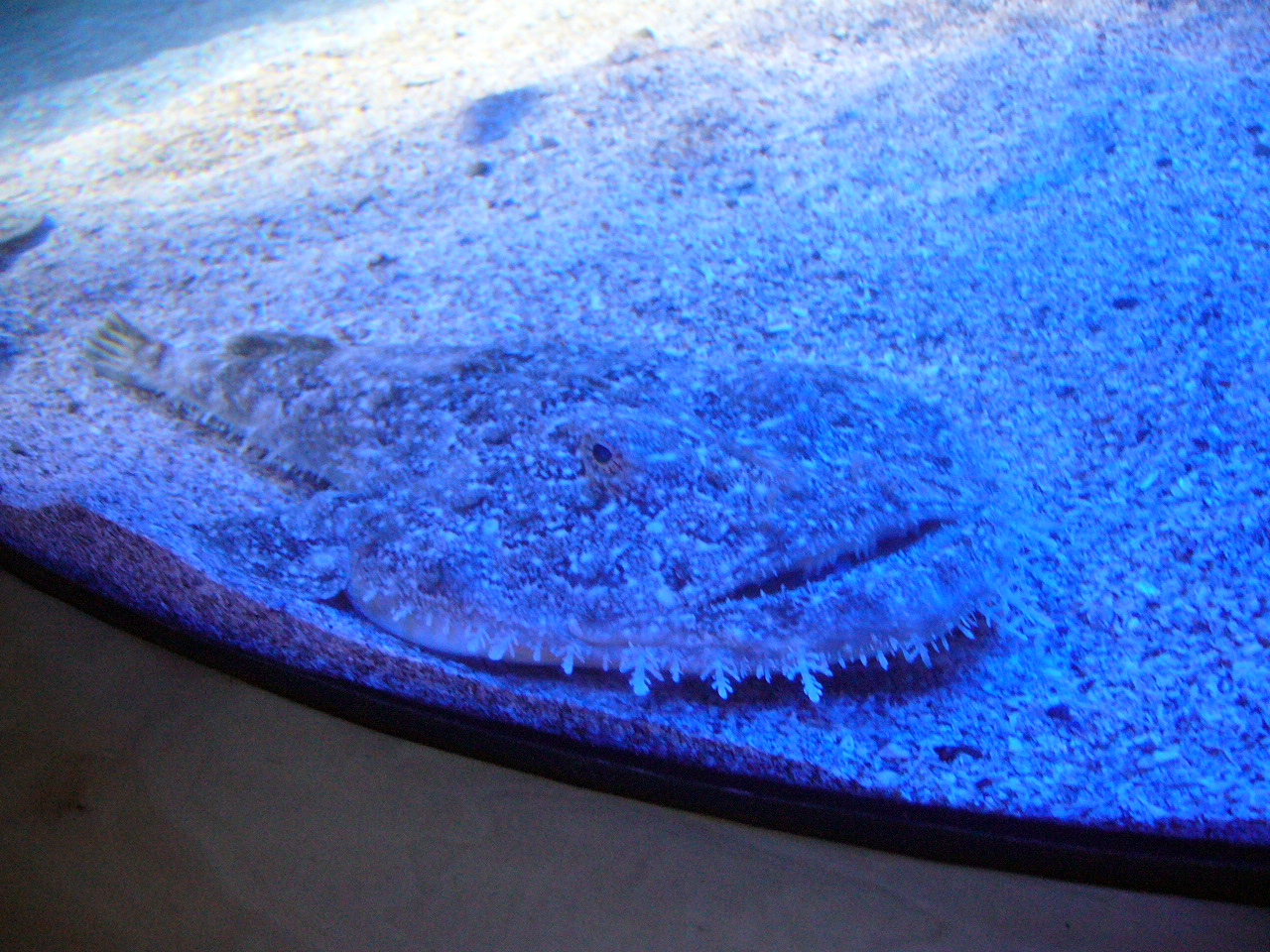
Az akváriumi felvétel mutatja, hogy milyen jól alkalmazkodott a mederfenéki életmódhoz.
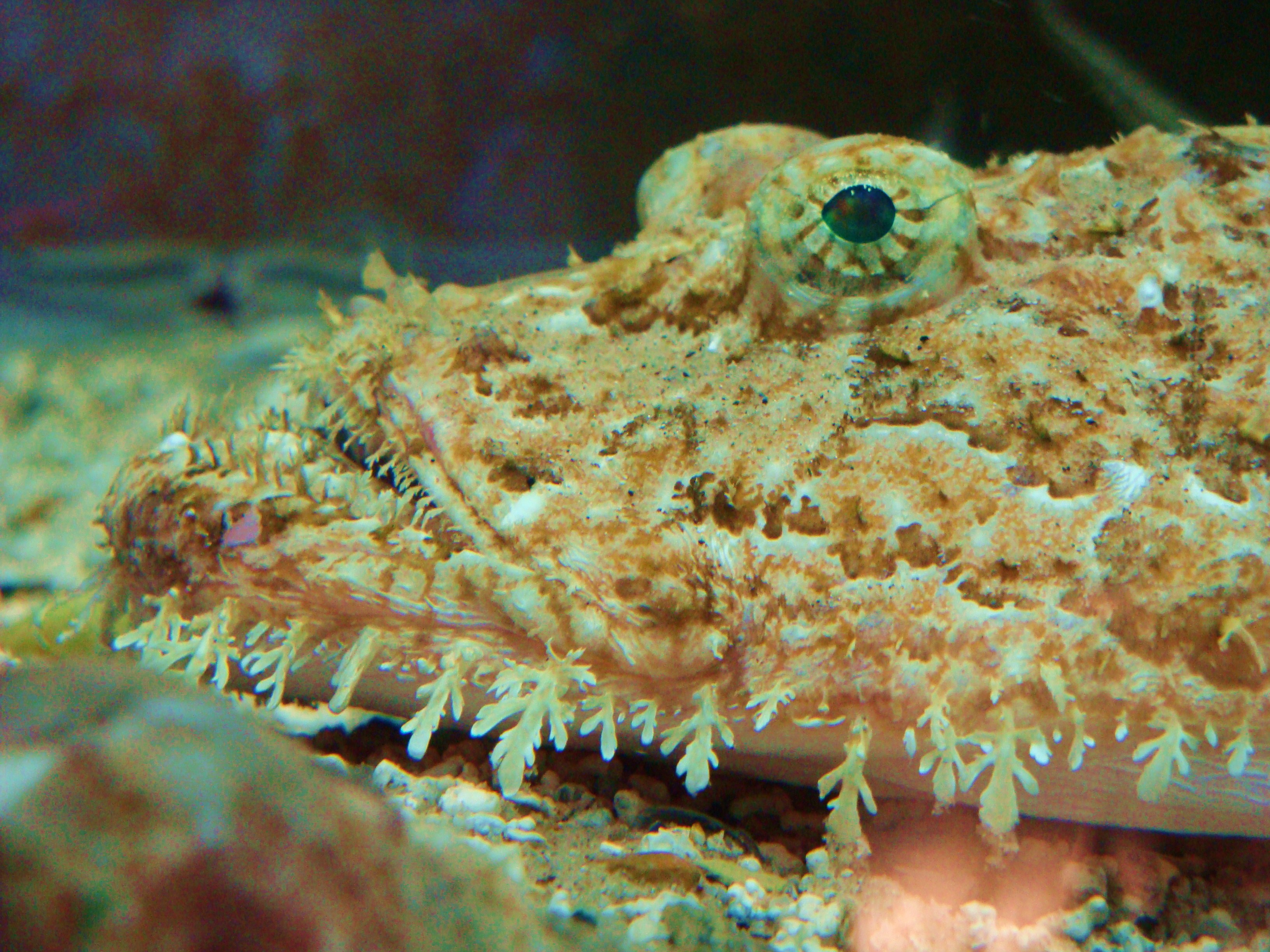
A közeli képen jól látszanak a testét fedő bőrredők
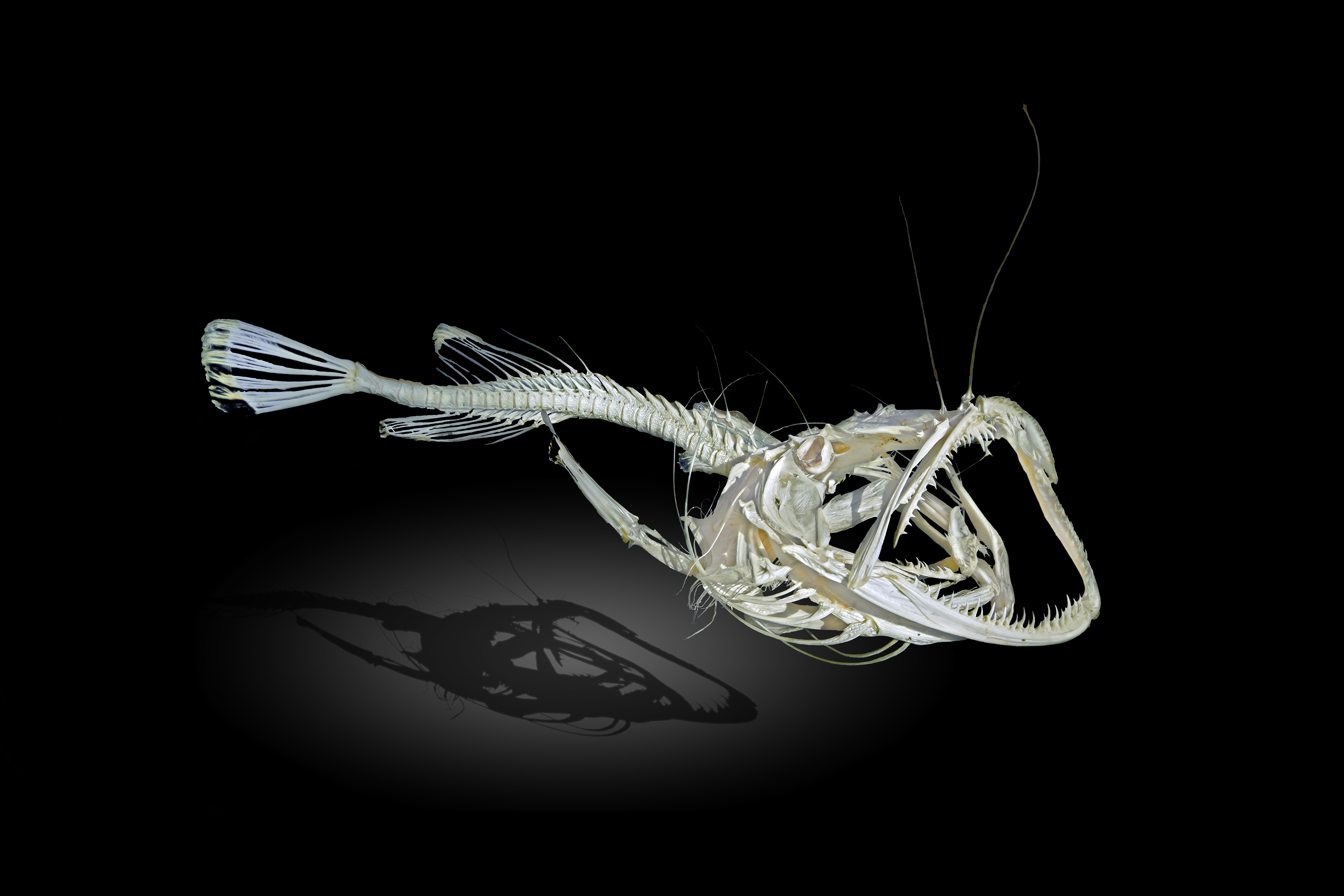
A hal csontváza
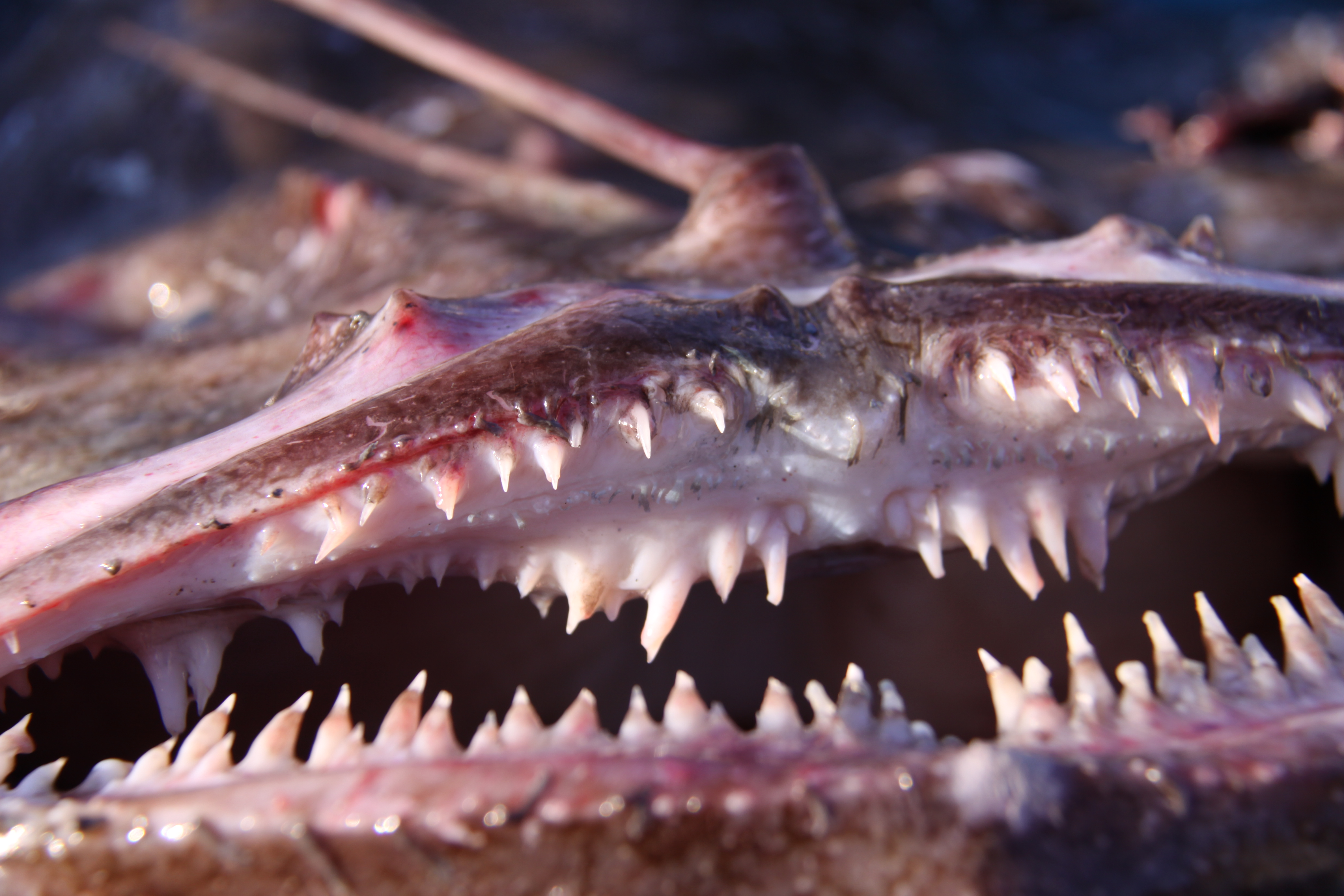
Fogazata

## További információk

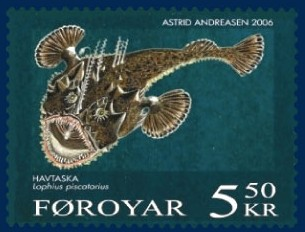
Postverk Føroya bélyeg a Lophius piscatorius-ról

### Internetes leírások az európai horgászhalról
- A faj adatlapja a FishBase oldalán. FishBase. (Hozzáférés: 2012. december 7.)
- A taxon adatlapja az ITIS adatbázisában. Integrated Taxonomic Information System. (Hozzáférés: 2011. december 7.)
- Lophius piscatorius Linnaeus, 1758 (angol nyelven). WoRMS World Register of Marine Species. (Hozzáférés: 2013. március 13.)
- Anglerfish (Lophius piscatorius) (angol nyelven). ARKIVE. [2013. február 4-i dátummal az eredetiből archiválva]. (Hozzáférés: 2013. március 13.)
- Monkfish Lophius piscatorius (angol nyelven). Encyclopedia of Life. (Hozzáférés: 2013. március 13.)
- Lophius piscatorius Linnaeus, 1758 (angol nyelven). uBio. (Hozzáférés: 2013. március 13.)
- Lophius piscatorius Linnaeus, 1758 (angol nyelven). UNEP-WCMC Species Database. (Hozzáférés: 2013. március 13.)[halott link]
- Lophius piscatorius (angol nyelven). NCBI Taxonomy browser. (Hozzáférés: 2013. március 13.)